# Chuignes
Chuignes – miejscowość i gmina we Francji, w regionie Hauts-de-France, w departamencie Somma.
Według danych na rok 2011 gminę zamieszkiwało 125 osób, a gęstość zaludnienia wynosiła 27 osób/km² (wśród 2293 gmin Pikardii Chuignes plasuje się na 861. miejscu pod względem liczby ludności, natomiast pod względem powierzchni na miejscu 920.).